# بكورية شجيرية
البكورية الشجيرية أو الأذريون الشجيري (باللاتينية: Calendula suffruticosa) نوع نباتي يتبع جنس البكورية من الفصيلة النجمية. يضم عددًا من الضروب.

## الموئل والانتشار
موطن النبات في المغرب العربي وإسبانيا والبرتغال وإيطاليا وتركيا.

## مرادفات للاسم العلمي
- (باللاتينية: Calendula tunetana Cuénod)